# Angkor Wat
Angkor Wat (in lingua khmer Tempio della città; pronunciato: [ʔɑŋkɔː ʋɔət]) è un tempio khmer all'interno del sito archeologico di Angkor, in Cambogia, nei pressi della città di Siem Reap. Fu fatto costruire dal re Suryavarman II (1113-1150) presso Yasodharapura, la capitale dell'impero. Il re ordinò che la costruzione del gigantesco edificio partisse contemporaneamente dai 4 lati, e l'opera fu completata in meno di 40 anni. Oggi è il più grande monumento religioso nel mondo. Originariamente concepito come un tempio indù, fu gradualmente trasformato in un tempio buddista verso la fine del XII secolo.
Rompendo il tradizionale shivaismo dei re precedenti, il complesso fu dedicato a Visnù. Angkor Wat è il tempio meglio conservato della zona ed è l'unico a essere rimasto un importante centro religioso fin dalla sua fondazione. Rappresenta uno dei punti più alti dello stile classico dell'architettura khmer. È diventato il simbolo della Cambogia, tanto che appare sulla bandiera nazionale, e oggi è il luogo del paese più visitato dai turisti.
Angkor Wat riassume due principali caratteristiche dell'architettura cambogiana: il "tempio-montagna" che si erge all'interno di un fossato a simboleggiare il monte Meru (la montagna degli dei nella religione indù) e i successivi "templi a galleria". È a forma di rettangolo, lungo circa 1,5 km da ovest a est e 1,3 km da nord a sud; all'interno del fossato che circonda completamente il muro perimetrale di 5,6 km vi sono tre gallerie rettangolari, costruite una sopra l'altra. Al centro del tempio si trovano cinque torri.
A differenza di molti templi di Angkor, Angkor Wat è orientato a ovest; gli studiosi sono divisi sul significato di questa scelta. L'ipotesi più probabile è che si tratti di un mausoleo, dove venerare il re dopo la morte. Infatti, l'entrata principale a ovest era una consuetudine dei templi funerari, mentre i templi indù erano orientati a est. Il complesso viene ammirato per la sua grandiosità, per l'armonia dell'architettura, per i grandi bassorilievi e i numerosi devata che adornano le pareti.
Il nome moderno, Angkor Wat, significa "Tempio della città". Angkor, che significa "città" o "capitale", è una forma volgare della parola Nokor, che deriva dalla parola sanscrita nagara (नगर). Wat è la parola khmer per "tempio" (in sanscrito: वाट Vata "recinto").

## Storia

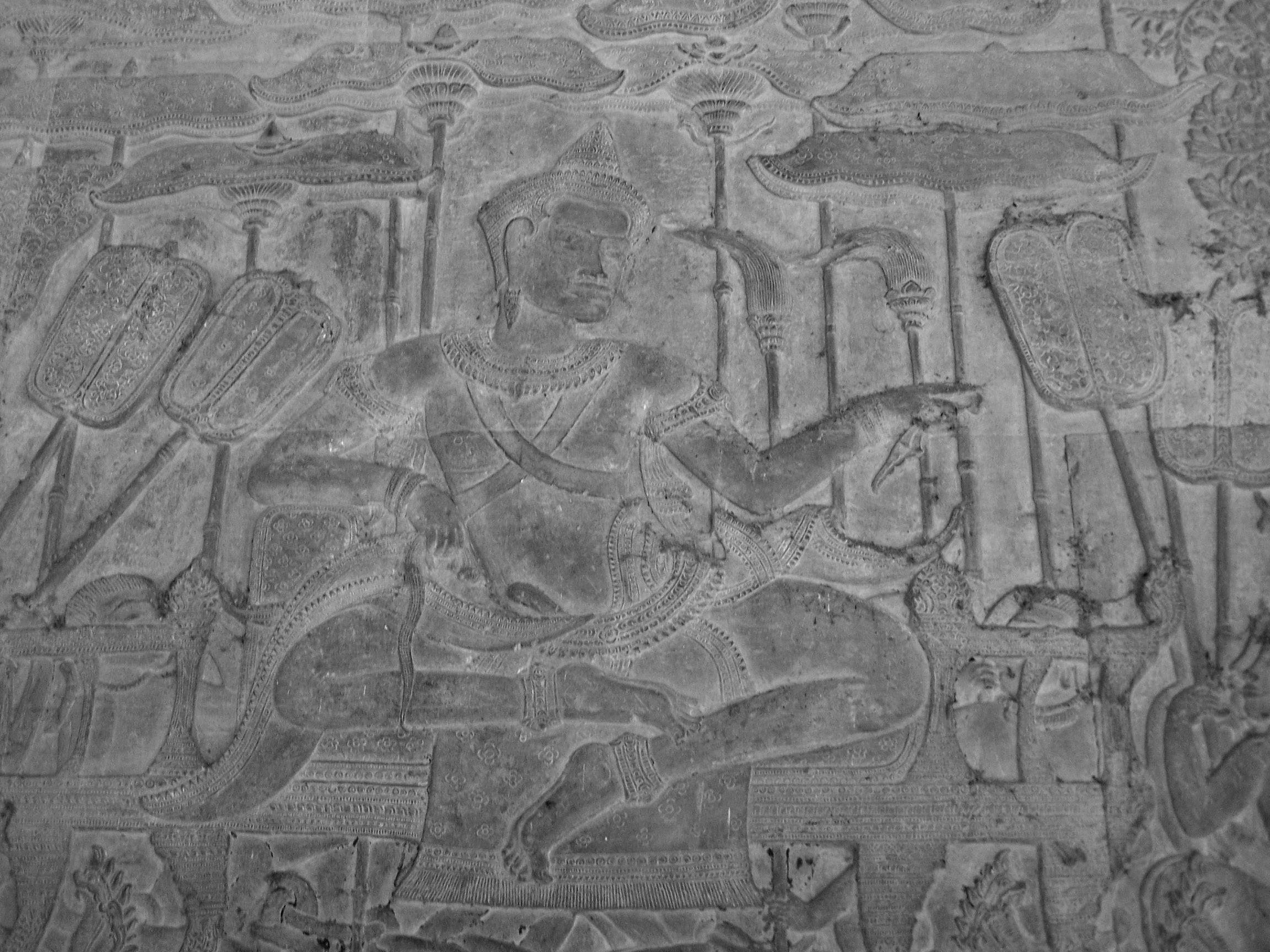
Il re Suryavarman II, il costruttore di Angkor Wat.

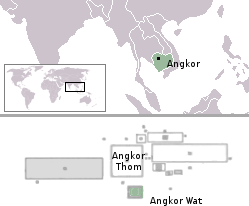
Angkor Wat è il tempio più a sud tra i siti archeologici dell'area di Angkor.

Si trova a 5,5 km a nord dell'odierna città di Siem Reap e a sud-est della capitale precedente, che era a Baphuon. Secondo la leggenda, la costruzione fu ordinata da Indra che intendeva realizzare un palazzo per suo figlio Precha Ket Mealea. Secondo Zhou Daguan, diplomatico cinese del XIII secolo, si credeva che il tempio fosse stato costruito in una sola notte da un architetto divino.
Il primo tempio fu iniziato nella prima metà del XII secolo, durante il regno di Suryavarman II (regnante tra il 1113 e il 1150 circa), e fu dedicato a Visnù. Non essendo state trovate né steli né iscrizioni coeve che vi si riferiscano, il suo nome originale è sconosciuto; potrebbe essere stato chiamato "Varah Vishnu-lok", dal nome della divinità a cui è dedicato. Sembra che i lavori siano stati completati poco dopo la morte del re, lasciando alcune delle decorazioni a bassorilievo incompiute.
Nel 1177, circa 27 anni dopo la morte di Suryavarman II, Angkor fu saccheggiata dai Chăm, tradizionali nemici degli Khmer. L'impero fu rifondato da un nuovo re, Jayavarman VII, che stabilì la nuova capitale e il tempio dello Stato rispettivamente a Angkor Thom e a Bayon, pochi chilometri a nord.
Verso la fine del XII secolo il tempio fu convertito al buddhismo Theravada, e tale è rimasto fino ai nostri giorni. Angkor Wat si differenzia dagli altri templi di Angkor perché non fu mai del tutto abbandonato, anche se dal XVI secolo cominciò a essere trascurato. Il fossato esterno lo protesse in un certo modo dall'avanzare della giungla. Fino al XVI secolo il tempio era conosciuto come 'Preah Pisnulok', dal nome dato a Suryavarman dopo la sua morte. In questo periodo prese il suo nome odierno.
Uno dei primi visitatori occidentali fu Antonio da Magdalena, un monaco portoghese che lo vide nel 1586 e affermò che "è una costruzione così straordinaria che è impossibile da descrivere con una penna, poiché non c'è un edificio simile al mondo. Ha delle torri e delle decorazioni e quanto di più raffinato che il genio umano possa immaginare".
Durante il XVII secolo Angkor Wat, nonostante fosse trascurato, era utilizzato come tempio buddista. Quattordici iscrizioni risalenti a questo periodo, scoperte nella zona di Angkor, portano la testimonianza di alcuni pellegrini buddisti giapponesi che sembra avessero stabilito piccoli insediamenti nel luogo. A quel tempo i visitatori giapponesi correlavano il tempio al famoso giardino Jetavana del Buddha che in origine si trovava nel regno Magadha in India. L'iscrizione più nota riguarda il mercante e pellegrino giapponese Ukondafu Kazufusa, che festeggiò il Capodanno khmer ad Angkor Wat nel 1632.
Angkor Wat divenne popolare in Occidente solo alla metà del XIX secolo grazie al naturalista ed esploratore francese Henri Mouhot che, dopo averlo visitato, pubblicò le sue note di viaggio, in cui scrisse:
Mouhot, come altri visitatori occidentali, non credette che i Khmer avessero potuto costruire il tempio, e ne sbagliò la datazione giudicando che fosse contemporaneo ai Romani. La vera storia di Angkor Wat fu ricostruita solo dopo lunghi studi stilistici ed epigrafici portati avanti con la sistemazione e il restauro dei siti dell'intera area di Angkor. Non vi sono abitazioni ordinarie o case o altri segni di insediamenti umani, come utensili da cucina, armi o capi di abbigliamento, che in genere si trovano nei siti archeologici. Tuttavia vi è l'evidenza riscontrabile dai monumenti stessi.
Nel XX secolo Angkor Wat richiese un notevole lavoro di restauro, in particolare la rimozione della terra e della vegetazione. I lavori furono interrotti durante la guerra civile e il dominio dei khmer rossi negli anni settanta e ottanta. In questo periodo il sito subì relativamente pochi danni, a parte i furti.
Le forze degli khmer rossi utilizzarono qualunque struttura in legno che trovarono come materiale da ardere; un padiglione fu rovinato da un proiettile vagante americano e uno scontro a fuoco tra gli khmer rossi e le forze vietnamite causò un paio di fori di proiettile in un bassorilievo. Molti più danni furono fatti dopo le guerre dai ladri di arte che dalla fine del 1980 all'inizio del 1990 compirono saccheggi e distruzioni.

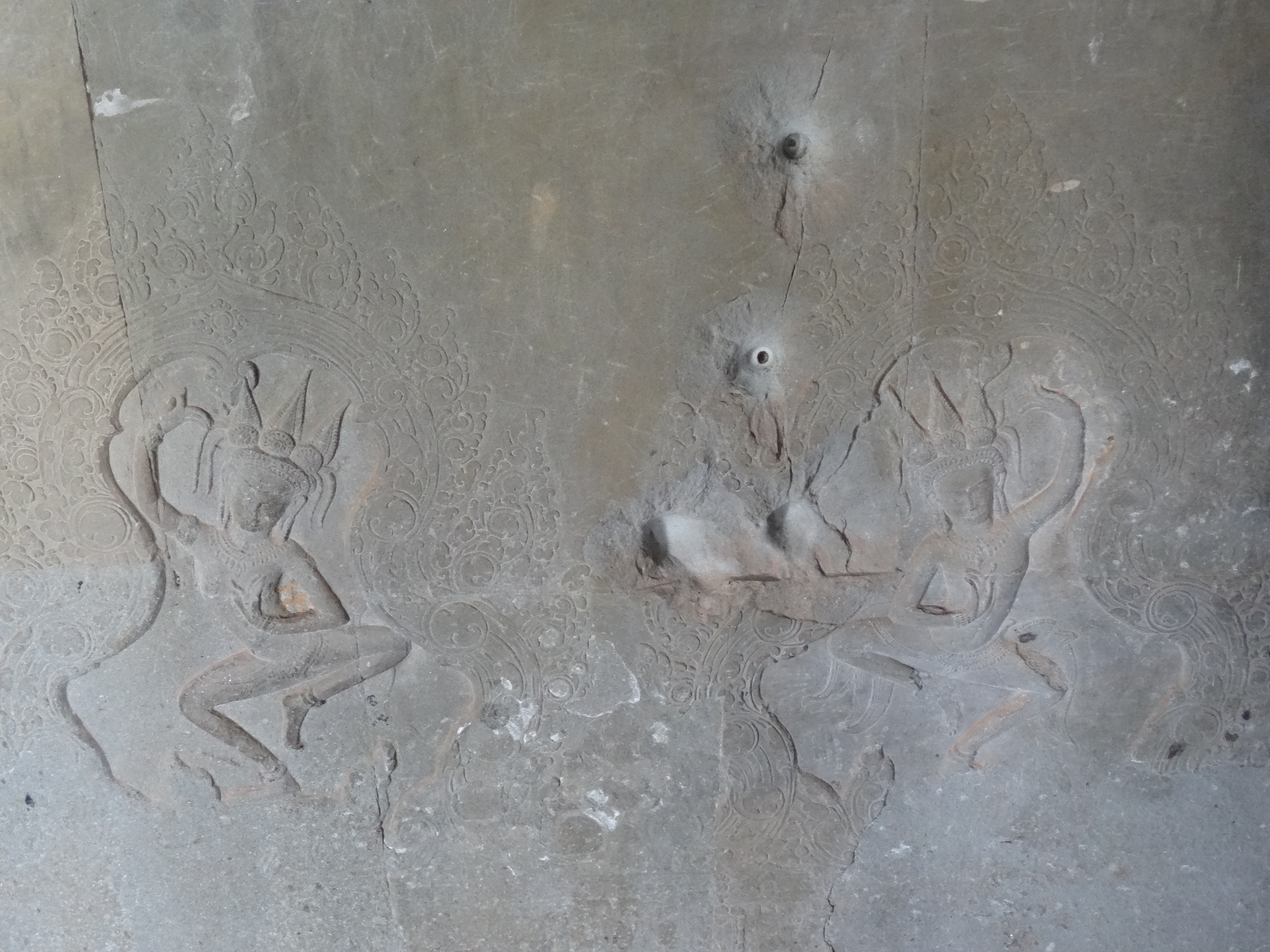
Fori di proiettile dovuti a uno scontro a fuoco tra gli Khmer Rossi e le forze vietnamite ad Angkor Wat.

Il tempio è il simbolo della Cambogia ed è fonte di un grande orgoglio nazionale; fece la sua parte nelle relazioni diplomatiche della Cambogia con la Francia, con gli Stati Uniti e con la Thailandia. È raffigurato sulle bandiere nazionali cambogiane (la prima versione è del 1863). Da una prospettiva storica più ampia e transculturale, tuttavia, il tempio di Angkor Wat è diventato simbolo e motivo di orgoglio grazie non solo a sé stesso, ma anche ad un processo politico-culturale complesso legato all'eredità coloniale francese e alla presentazione del sito nelle esposizioni coloniali e universali a Parigi e Marsiglia tra il 1889 e il 1937. L'architettura di Angkor Wat fu mostrata anche nel museo dei calchi in gesso di Louis Delaporte (Musée Indo-chinois), che aveva sede nel palazzo del Trocadéro da circa il 1880 a metà degli anni '20.
La splendida eredità artistica di Angkor Wat e degli altri monumenti khmer nella regione di Angkor spinse la Francia a fare della Cambogia un protettorato l'11 agosto 1863 e a invadere il Siam per prendere il controllo delle rovine. Ciò portò la Cambogia a rivendicare le terre poste nell'angolo nord-occidentale del paese, all'epoca sotto il controllo siamese (Thailandia) dal 1351 (secondo altri dal 1431). La Cambogia ottenne l'indipendenza dalla Francia il 9 novembre 1953 e da quel momento ebbe il controllo di Angkor Wat. Nel 1992 il sito fu riconosciuto come patrimonio mondiale dell'UNESCO.

## Lo stile

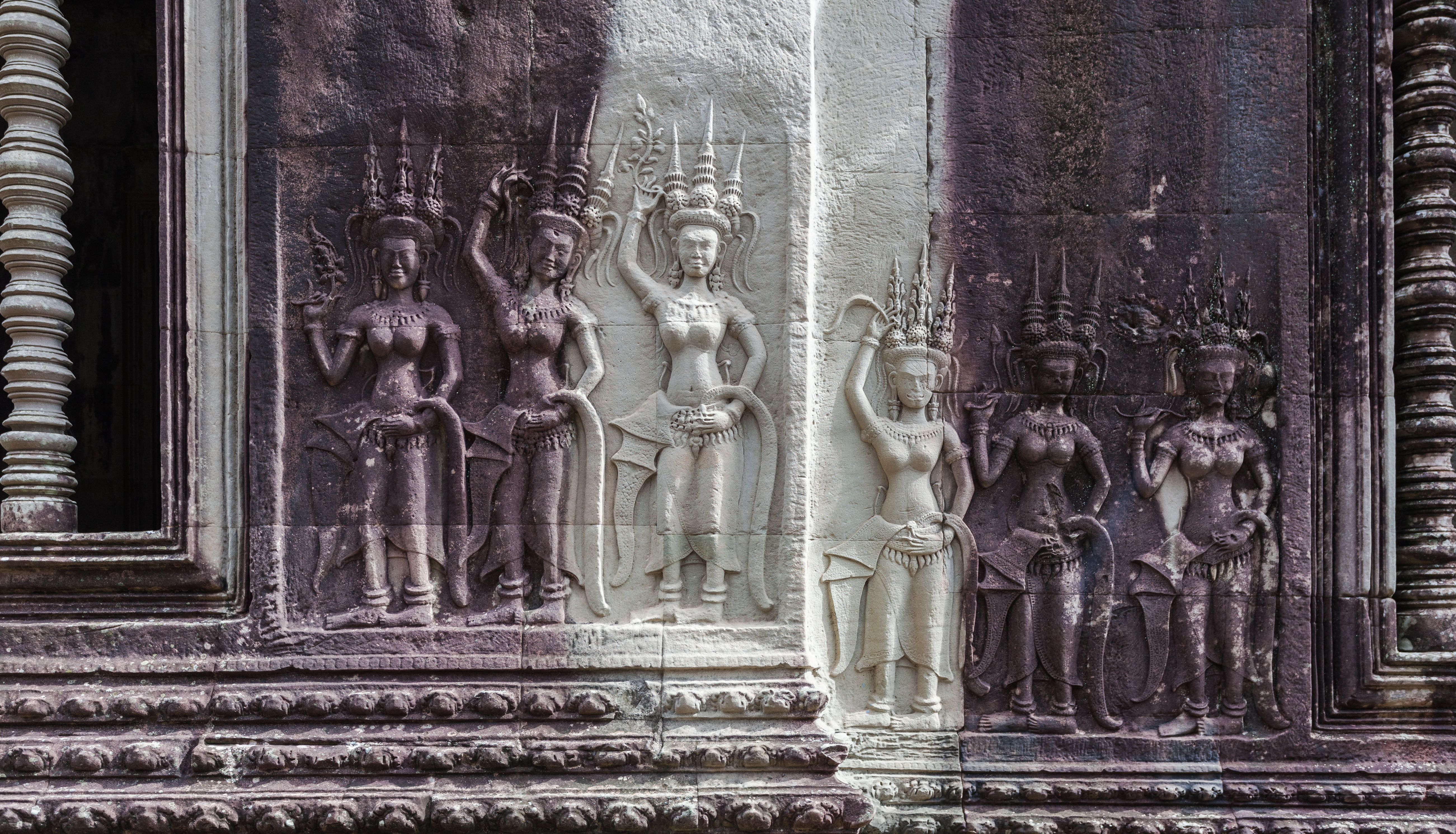
I Devata sono elementi caratteristici dello stile Angkor Wat.

Angkor Wat è il principale esempio dello stile classico dell'architettura khmer, da cui ha preso il nome lo "stile Angkor Wat". Durante il XII secolo gli architetti khmer divennero più abili rispetto ai predecessori nell'uso della pietra arenaria (al posto dei mattoni) come materiale principale per la costruzione di edifici. Altri templi in questo stile sono Banteay Samré, Thommanon, Chao Say Tevoda e i primi templi di Preah Pithu ad Angkor; fuori Angkor, Beng Mealea e parte di Phanom Rung e Phimai. Lo stile Angkor Wat fu seguito dal cosiddetto periodo Bayon, in cui alla qualità si preferì la quantità.
Angkor Wat è elogiato soprattutto per l'armonia del progetto, paragonato all'architettura degli antichi Greci e Romani. Secondo Maurice Glaize, sovrintendente di Angkor della metà del XX secolo, il tempio "raggiunge una perfezione classica mediante una moderata monumentalità dei suoi elementi più belli e la precisione delle sue proporzioni. È un'opera di potenza, unità e stile".
Gli elementi architettonici che lo caratterizzano comprendono torri ogivali a forma di bocciolo di loto, semi-gallerie per ampliare i corridoi, terrazze cruciformi che appaiono lungo l'asse principale del tempio. La maggior parte delle aree visibili sono in blocchi di pietra arenaria, mentre la laterite fu usata per il muro esterno e per le parti strutturali nascoste. Il legante che tiene insieme i blocchi non è stato ancora identificato, ma si pensa alle resine naturali o alla calce spenta. A causa dei saccheggi e del tempo andarono persi alcuni elementi del progetto: gli stucchi dorati sulle torri, la doratura di alcune figure nei bassorilievi, i pannelli in legno dei soffitti e le porte. I tipici elementi decorativi sono devata (o apsara), bassorilievi e l'uso esteso di scene narrative e floreali sui frontoni. La statuaria è abbastanza statica e meno gradevole dei periodi precedenti.

## Il sito
Angkor Wat è una combinazione unica tra il tempio-montagna, modello standard per i templi nazionali dell'impero, e il successivo piano di gallerie concentriche. Il tempio rappresenta il monte Meru, la casa degli dei: le cinque torri centrali simboleggiano i cinque picchi della montagna, mentre le mura e il fossato simboleggiano le montagne e l'oceano che la circonda. L'accesso alle zone più elevate era via via sempre più esclusivo, e le persone comuni erano ammesse solo nel livello più basso.
Al contrario della maggior parte dei templi khmer, Angkor Wat è orientato a ovest invece che a est. Questo ha portato molti studiosi (inclusi Glaize e George Coedès) a ipotizzare che Suryavarman volesse adibirlo a tempio funerario. Altre testimonianze a supporto di questa tesi sono fornite da alcuni bassorilievi, che procedono in senso antiorario (detto prasavya in hindi), cioè al contrario rispetto dell'ordine normale. I riti si svolgono in ordine inverso durante i funerali brahminici. L'archeologo Charles Higham parla di una cassa, che potrebbe essere un'urna cineraria, scoperta nella torre centrale. Freeman e Jacques fanno notare tuttavia che molti altri templi di Angkor non hanno il tipico orientamento a est, e suggeriscono che l'allineamento di Angkor Wat sia dovuto alla sua consacrazione a Visnù, che è associato con l'ovest.
Eleanor Mannikka, basandosi sull'allineamento, le dimensioni, il contenuto e la disposizione dei bassorilievi, pensa che la struttura rappresenti una nuova era di pace sotto il re Suryavarman II. Altri studiosi, come Graham Hancock, considerano Angkor Wat come la rappresentazione della costellazione del Dragone.

### Il cortile più esterno

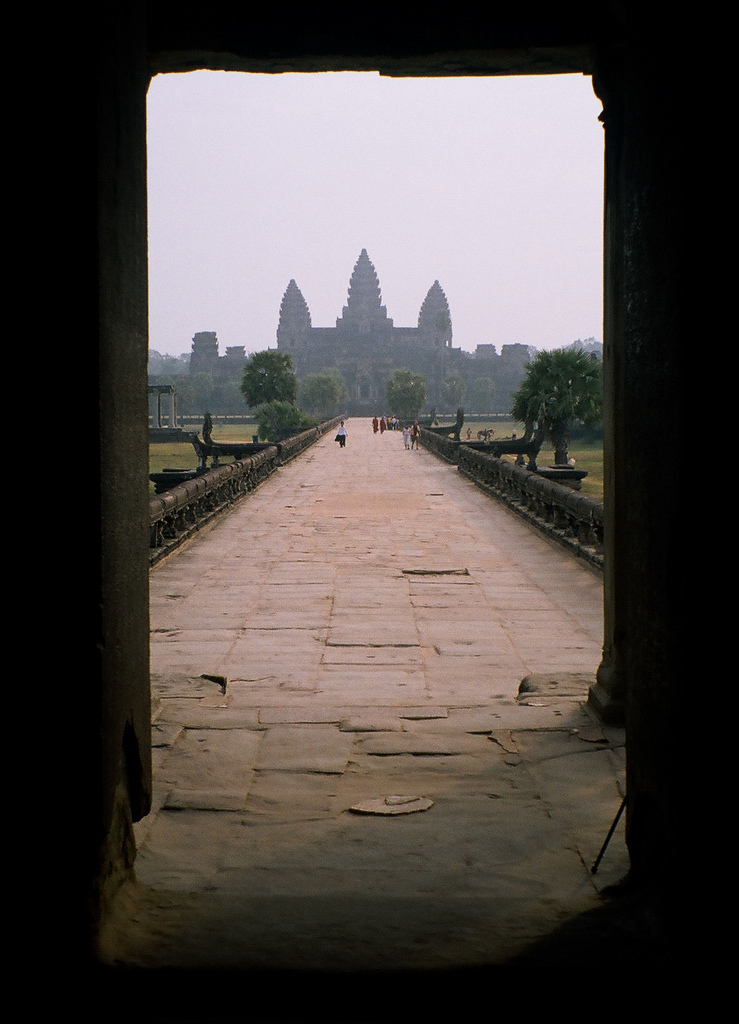
Primo ingresso al tempio.

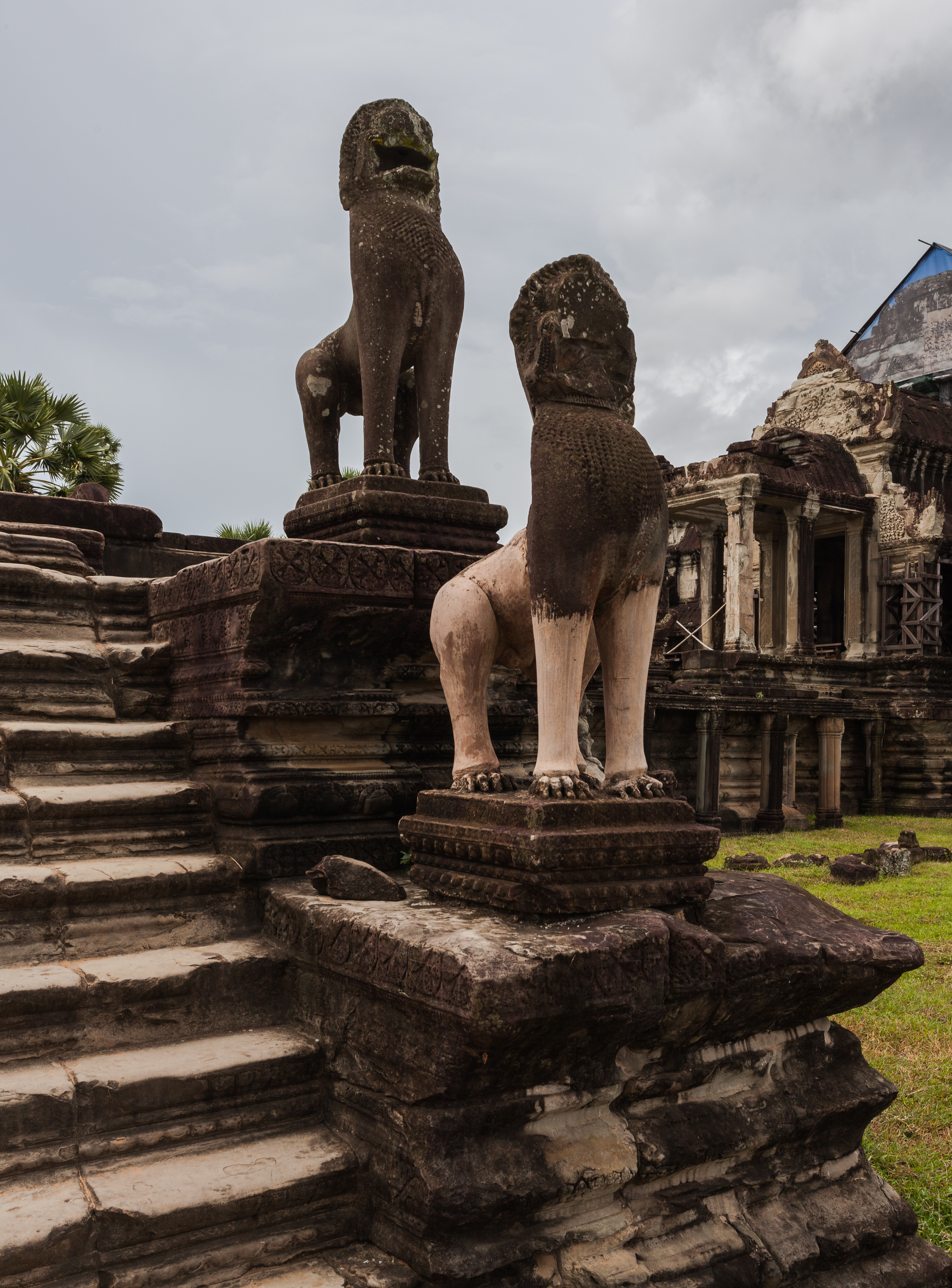
Leoni guardiani Khmer.

Il muro più esterno, lungo 1 025 metri per 802 metri di larghezza e alto 4,5 metri, è circondato da una fascia di terreno libero e da un fossato, che ha il compito di accogliere le acque monsoniche stabilizzando la falda sottostante. L'accesso al tempio da est è lungo un terrapieno, e attraverso un passaggio rialzato in pietra arenaria da ovest; quest'ultima è l'entrata principale ed è un'aggiunta successiva probabilmente al posto di un precedente ponte. In ogni punto cardinale ci sono delle entrate (gopura); la più grande è quella a ovest con tre torri in rovina. Glaize fa notare che questo gopura richiama perfettamente la forma del tempio. Sotto la torre più meridionale c'è una statua di Visnù, conosciuta come Ta Reach, che probabilmente occupava in precedenza il sacrario centrale del tempio. Tra le torri corrono delle gallerie che arrivano fino alle due entrate ai lati del gopura, dette anche "porte degli elefanti", perché sono abbastanza grandi da permettere il loro passaggio. Queste gallerie hanno dei pilastri quadrati nella parte esterna (ovest) e sono chiuse da pareti nella parte interna (est). Il soffitto tra i pilastri è decorato con fiori di loto; la parte ovest del muro con figure danzanti e la parete a est con finestre balaustrate, con figure maschili danzanti e animali rampanti, con devata, inclusa l'unica nel tempio che mostra i propri denti (a sud dell'ingresso).
Il muro più esterno racchiude un'area di circa 820.000 metri quadrati, che originariamente oltre al tempio vero e proprio era occupata anche dalla città, e dal palazzo reale a nord del tempio. Questi edifici, come tutte le costruzioni non sacre di Angkor, erano costruiti in materiale deperibile e non in pietra, ed è per questo che oggi non ne rimane niente se non lo schema delle strade. La maggior parte di quest'area è oggi invasa dalla foresta. Un viale rialzato di 350 metri unisce il gopura occidentale al tempio vero e proprio, con dei naga a balaustra e sei gruppi di scalini che su ambedue i lati conducono verso la città. Su ciascun lato c'è una biblioteca con un ingresso per ogni punto cardinale, di fronte al terzo gruppo di scale dall'entrata, e uno stagno tra la biblioteca e il tempio stesso. Gli stagni non facevano parte del progetto iniziale, così come il terrazzo a forma di croce, guardato da leoni, che connette il viale rialzato alla struttura centrale.

### La struttura centrale

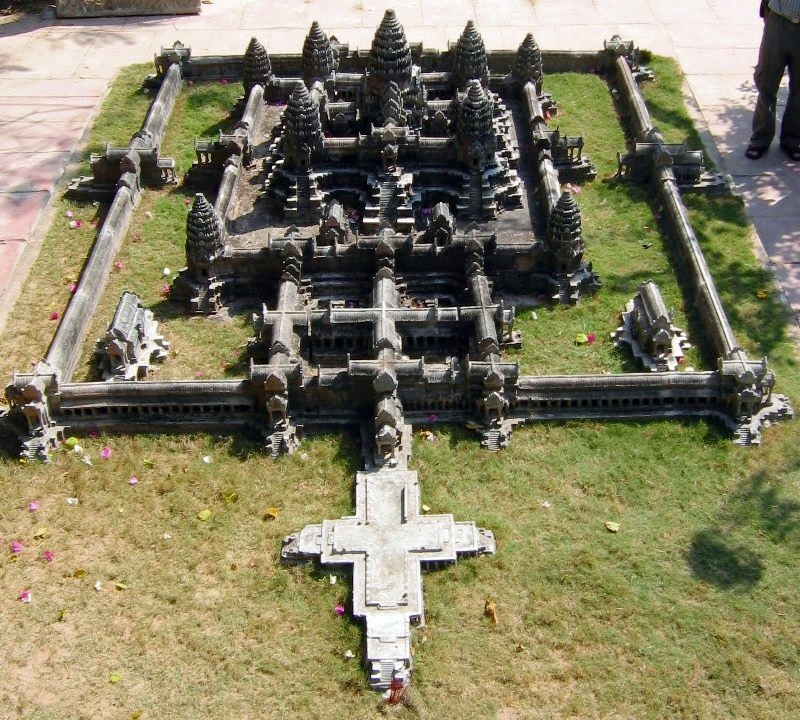
Una veduta dell'asse principale in un modello di Angkor Wat: sullo sfondo si vede il terrazzo a pianta cruciforme che si trova in fondo alla struttura centrale.

Il tempio vero e proprio si eleva su di un terrazzamento rialzato sopra il livello della città. È composto essenzialmente da tre gallerie che si alzano verso la torre centrale; ogni livello è più alto di quello precedente. Per Mannikka le gallerie sono dedicate rispettivamente al re, a Brahmā e la luna, e a Visnù. Ogni galleria ha un gopura a ogni punto cardinale, e le due gallerie interne hanno delle torri agli angoli, e formano un quincunx con la torre centrale. Poiché il tempio è orientato verso ovest, tutto l'insieme è arretrato verso est, lasciando più spazio libero in ogni cortile o galleria del lato occidentale; per lo stesso motivo a ovest gli scalini sono meno ripidi che sull'altro lato.
La galleria più esterna misura 187 per 215 metri, con agli angoli dei padiglioni invece che delle torri. La galleria è aperta verso l'esterno del tempio, con delle semi-gallerie con colonne che si allungano e che rinforzano la struttura. I muri interni contengono una estesa serie di bassorilievi con scene in grande scala, principalmente dal Rāmāyaṇa e dal Mahābhārata. Higham li definì "la più conosciuta disposizione lineare di sculture in pietra". Partendo dall'angolo a nord-ovest in senso antiorario, la galleria più occidentale mostra la battaglia di Lanka (tratta dal Ramayana, dove Rāma sconfigge Rāvaṇa) e la battaglia di Kurukshetra (tratto dal Mahābhārata, che mostra l'annientamento reciproco dei clan Kaurava e Pandava). Seguono poi delle scene storiche nella galleria più meridionale, una processione di Suryavarman II, e poi i 32 inferni e i 37 paradisi della mitologia indù. Glaize scrive di

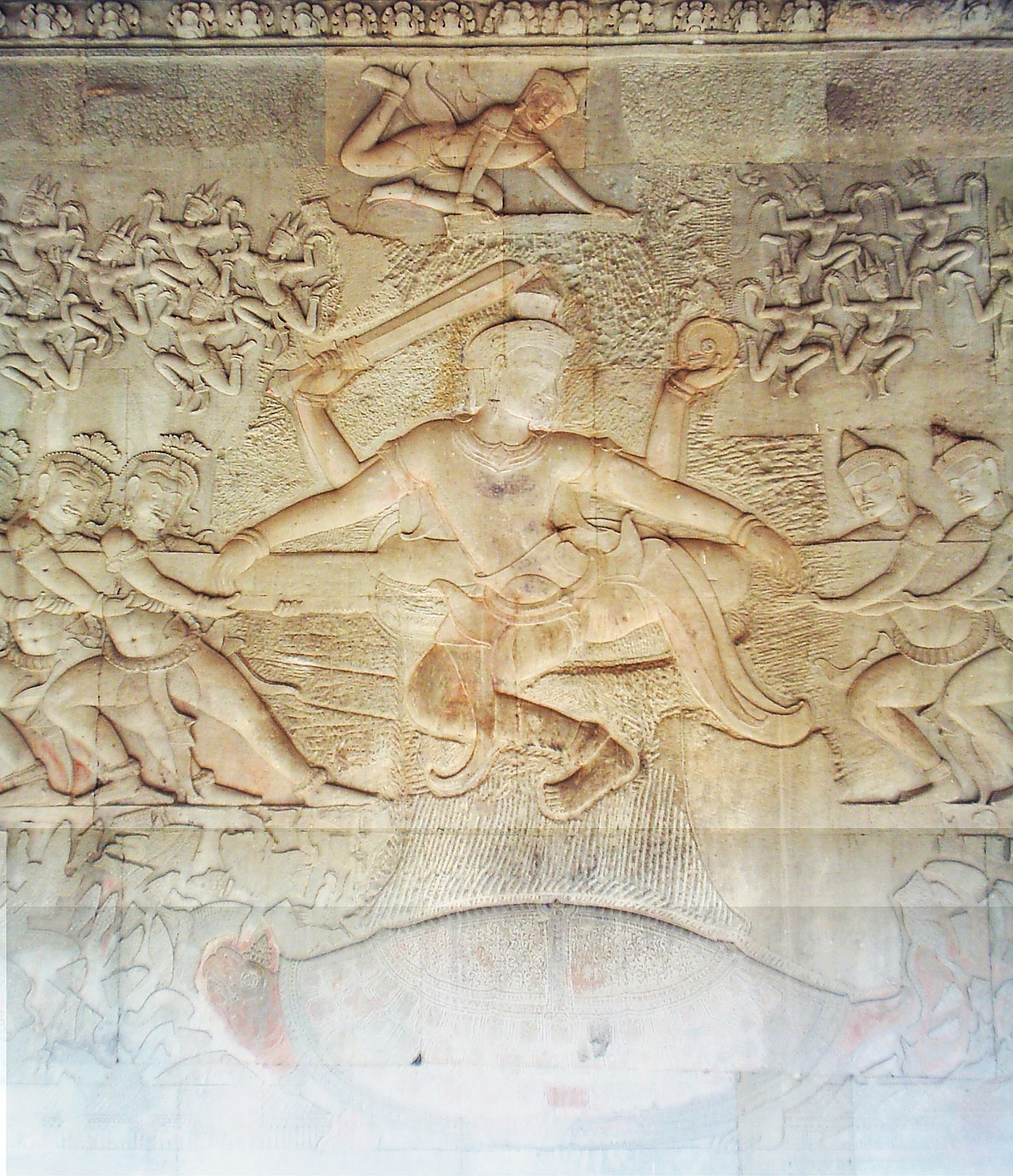
I bassorilievi del Kūrma mostrano Visnù al centro, il suo avatar di tartaruga Kūrma sotto, gli asura e i deva a destra e a sinistra, con apsara e Indra sopra.

Nella galleria a est c'è una delle scene più rinomate, la grande creazione del mare di latte, e mostra 92 asure e 88 deva che usano il serpente Vasuki per far ribollire il mare sotto la direzione di Vishnu (Mannikka conta solo 91 asure, e spiega l'asimmetria numerica come la rappresentazione del numero di giorni dal solstizio d'inverno all'equinozio di primavera, e dall'equinozio al solstizio d'estate). La galleria a nord mostra la vittoria di Krishna su Banasura (dove secondo Glaize, "la lavorazione è la peggiore in assoluto") e una battaglia tra gli dei induisti e asure. I padiglioni agli angoli nord-ovest e sud-ovest contengono ambedue delle scene in scala ridotta, alcune non identificate, ma per lo più tratte dal Ramayana o dalla vita di Krishna.
Come connessione tra la galleria più esterna e il secondo cortile c'è un chiostro a forma di croce, chiamato oggi Preah Poan (il "Salone dei mille Buddha"). Per secoli immagini di Buddha sono state deposte nel chiostro dai pellegrini, sebbene oggi la maggior parte siano state rimosse. Quest'area ha molte inscrizioni legate alle buone opere dei pellegrini, la maggior parte scritte in khmer, ma alcune anche in birmano e in giapponese. Sembra che un tempo i quattro piccoli cortili delineati dal chiostro potessero essere riempiti d'acqua. A nord e a sud del chiostro ci sono le biblioteche.

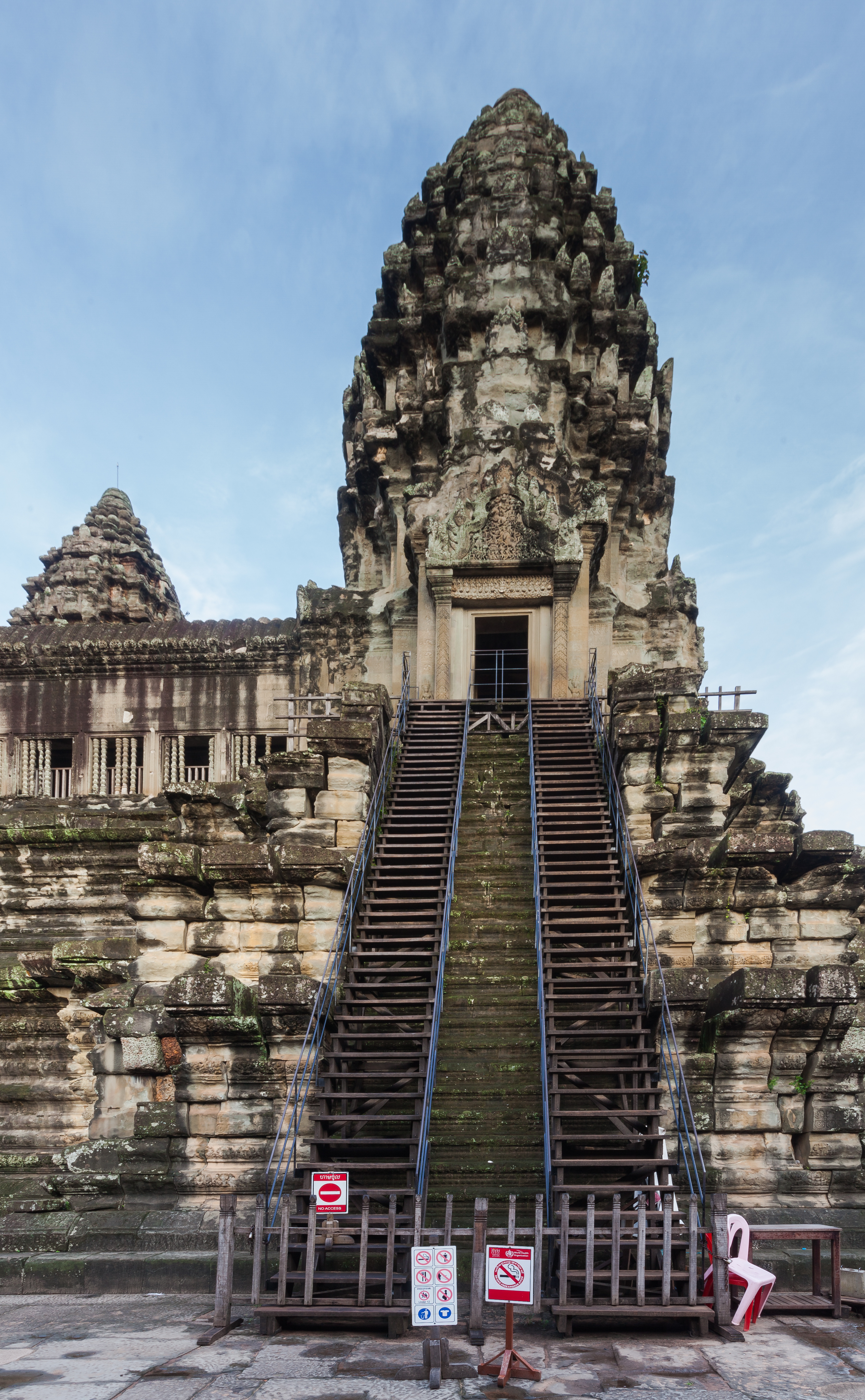
La torre nella galleria più interna al tramonto.

Più oltre, le gallerie più interne immediatamente seguenti sono connesse tra di loro e alle due biblioteche che le fiancheggiano da un altro terrazzamento a croce, anche questo aggiunto in seguito. Salendo dal secondo livello in poi, sulle pareti abbondano i devata, singolarmente o in gruppi di quattro. Il cortile al secondo livello è di 100 per 115 metri, e può darsi che fosse in origine riempito d'acqua a rappresentare l'oceano intorno al Monte Meru. Tre gruppi di scalini su ciascun lato conducono in alto verso le torri angolari e gopure della galleria più interna. La scalinata molto ripida rappresenta la difficoltà di salire nel regno degli dei. La galleria più interna, detta Bakan, è un quadrato di 60 metri di lato con gallerie che connettono i gopura con il sacrario centrale e gli altri sacrari secondari situati sotto le torri angolari. Le coperture delle gallerie sono decorate con corpi di serpente che terminano in teste di leone o di garuḍa. Dei frontoni scolpiti decorano gli ingressi delle gallerie e dei sacrari.
La torre sopra il sacrario centrale si eleva per 43 metri a un'altezza di 65 metri dal piano del terreno; diversamente dai precedenti templi-montagna, la torre centrale si eleva sopra le quattro torri che la circondano. Il sacrario stesso, in origine occupato da una statua di Visnù e aperto su ogni lato, fu racchiuso da mura quando il tempio fu convertito al Buddhismo Theravada, con dei Buddha in piedi raffigurati sulle nuove pareti. Nel 1934 il sovrintendente George Trouvé scavò la cavità sotto il sacrario centrale: piena di sabbia e acqua, era già stata derubata di tutti i suoi tesori, ma trovò un deposito di foglie d'oro appena due metri sopra il livello del terreno.

### Decorazioni

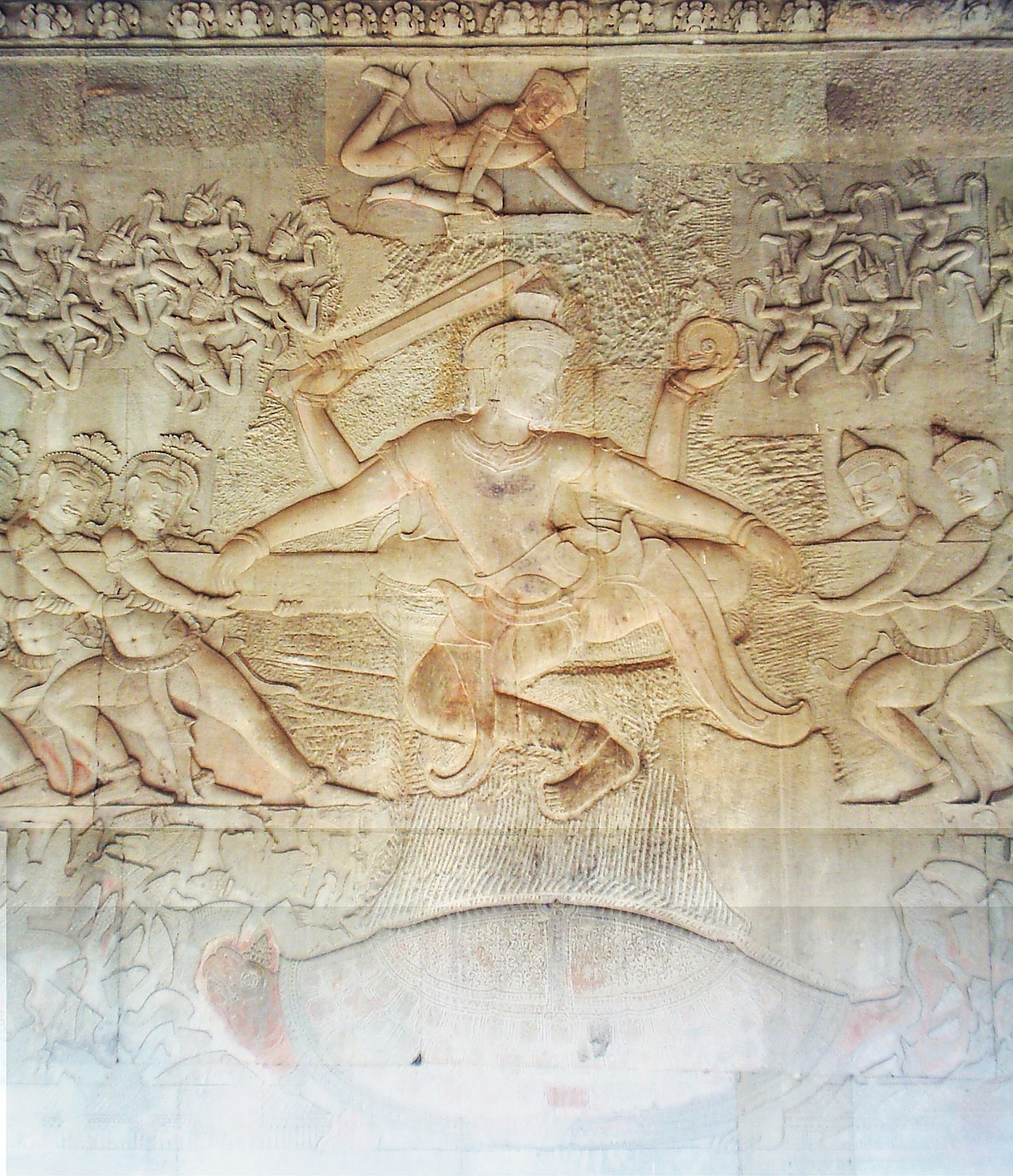
Il bassorilievo della "zangolatura dell'oceano di latte" con Visnù nel centro, il suo Avatāra Kūrma sotto, Asura e Deva a destra e a sinistra, Apsaras e Indra sopra.

Angkor Wat è famosa anche per i suoi estesi fregi a bassorilievo perfettamente integrati con l'architettura dell'edificio. Sulle pareti interne della galleria più esterna vi sono raffigurate una serie di scene di grandi dimensioni riguardanti soprattutto episodi dei due più importanti poemi epici indù: il Rāmāyaṇa e il Mahābhārata. È stato riportato che essi siano "la più lunga disposizione lineare di scultura su pietra conosciuta". Dall'angolo nord-ovest in senso antiorario, la galleria occidentale mostra la battaglia di Lanka (dal Rāmāyaṇa, in cui Rāma sconfigge Rāvaṇa) e la guerra di Kurukṣetra (dal Mahābhārata, che mostra l'annientamento reciproco dei clan Kaurava e Pandava). Nella galleria meridionale vi è l'unica scena storica, una processione di Suryavarman II, seguita dalle rappresentazioni dei 32 inferni e dei 37 paradisi dell'Induismo.

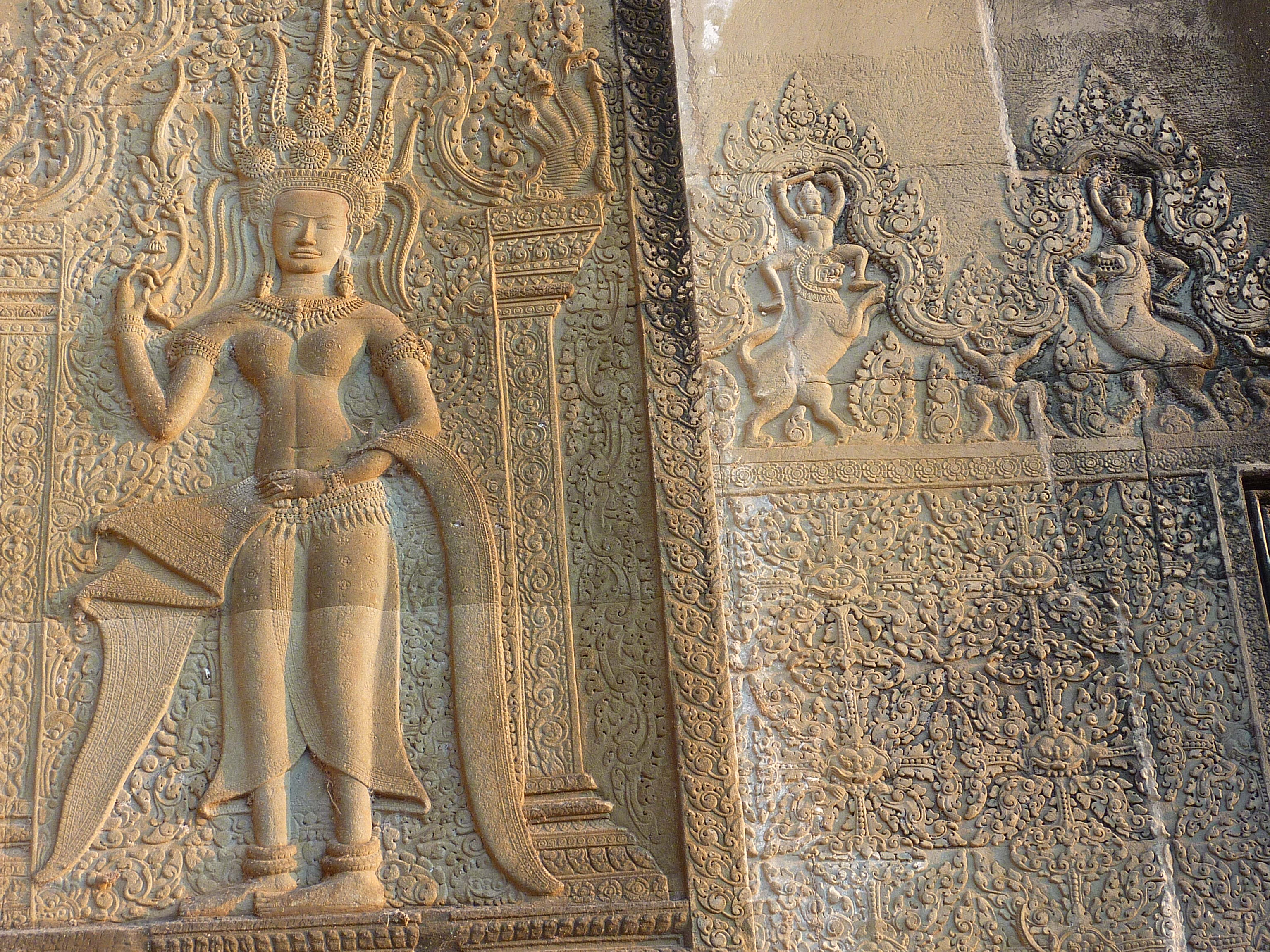
Le Devata sono caratteristiche dello stile Angkor Wat.

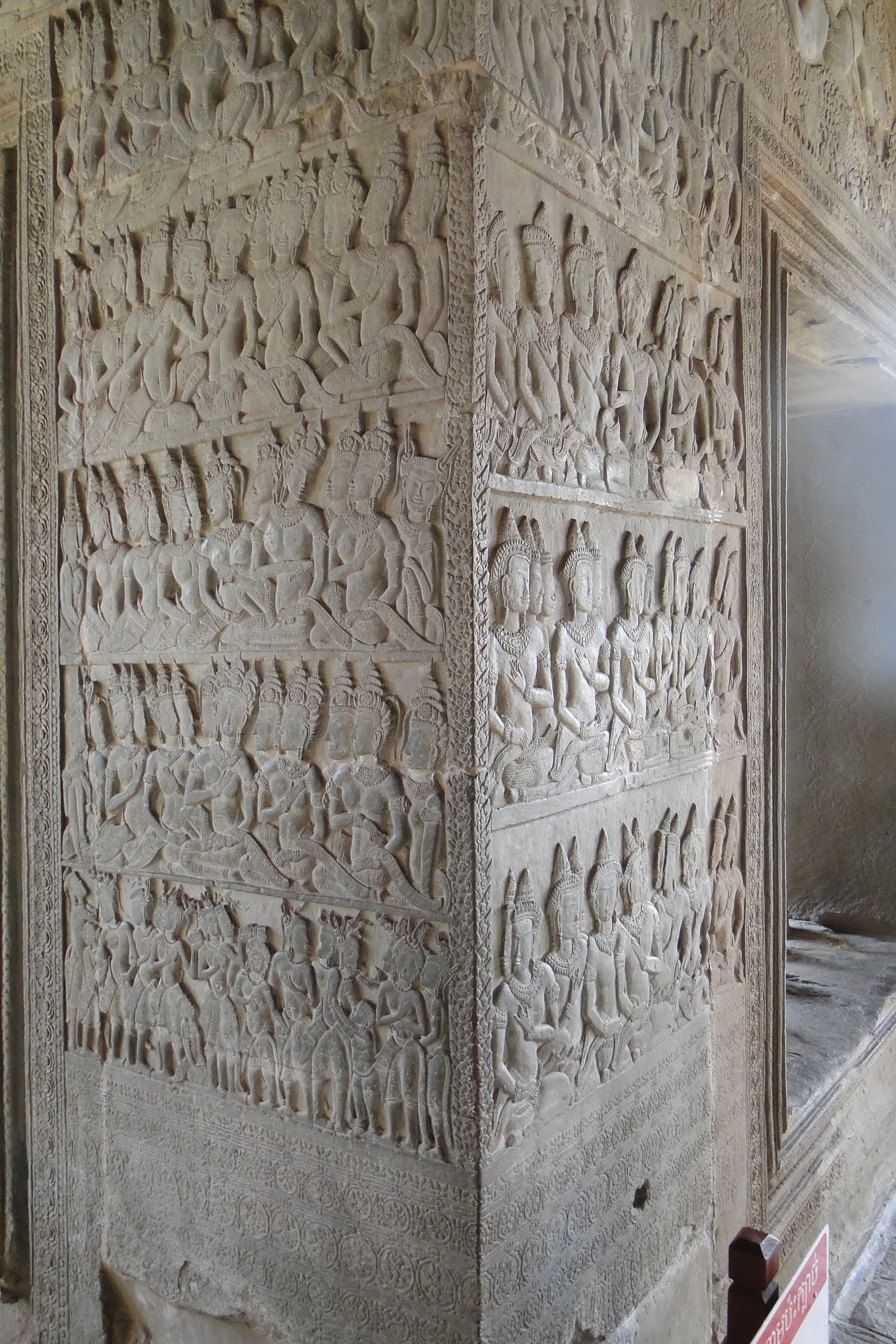
Decorazione su di un angolo

Sulla galleria orientale vi è una delle scene più celebri, "la zangolatura nell'oceano di latte" che mostra 92 Asura e 88 Deva che utilizzano il serpente Vasuki per mescolare il mare sotto la direzione di Visnù (la studiosa Eleanor Mannikka conta solo 91 Asura e spiega il numero asimmetrico attribuendogli il numero di giorni dal solstizio d'inverno per l'equinozio di primavera e dall'equinozio al solstizio d'estate). Procedendo vi è Vishnu che sconfigge una Asura (un'aggiunta del XVI secolo). La galleria nord mostra la vittoria di Krishna su Banasura, e una battaglia tra gli dei indù e Asura. Gli angoli nord-ovest e sud-ovest sono caratterizzati da scene su scala ridotta, alcune non identificate, ma la maggior parte ispirate dal Ramayana o dalla vita di Krishna.
Angkor Wat è decorato con raffigurazioni di apsaras e devata; si contano oltre 1.796 rappresentazioni della devata. Gli architetti di Angkor Wat realizzarono immagini di apsaras di piccole dimensioni (30 cm - 40 cm), come motivi decorativi su pilastri e pareti. Inoltre costruirono grandi Devata (tutti ritratti a tutto corpo di misura tra circa 95 cm e i 110 cm) in tutti i livelli del tempio, dal padiglione di ingresso alle cime delle alte torri. Nel 1927, Saffo Marchal pubblicò uno studio in cui catalogava la notevole diversità dei loro capelli, delle acconciature, dell'abbigliamento, della posizione, dei gioielli e dei fiori decorativi. Lo studioso concluse che esse erano ispirate a pratiche reali del periodo di Angkor.

## Tecnica costruttiva
Le pietre, lisce come il marmo lucido, furono collocate senza malta con giunti molto stretti che a volte sono difficili da trovare. I blocchi sono stati tenuti insieme, in alcuni casi, grazie a tenone e mortasa, mentre per altri si è ricorso alle code di rondine e alla gravità. I blocchi sono stati presumibilmente portati sul luogo per mezzo di elefanti, corde di cocco, pulegge e impalcature di bambù. Henri Mouhot ha notato che la maggior parte dei blocchi ha fori di 2,5 cm di diametro e 3 cm di profondità e sono in numero maggiore sui blocchi più grandi. Alcuni studiosi hanno suggerito che questi siano stati usati per unirli con barre di ferro, ma altri sostengono che sono stati usati per collocare bastoni temporanei per aiutare i costruttori a metterli in posizione.
Il complesso è costituito da milioni di tonnellate di pietra arenaria e ha un volume e massa simile alla piramide di Micerino in Egitto. Per la costruzione del tempio di Angkor Wat sono stati necessari 6.000.000-10.000.000 blocchi di pietra arenaria con un peso medio di 1,5 tonnellate ciascuno. In realtà, l'intera città di Angkor utilizza quantità maggiori di pietra di tutte le piramidi egizie insieme e occupa una superficie significativamente maggiore della moderna Parigi. Inoltre, a differenza delle piramidi egizie che utilizzano pietre di calcare estratte ad appena 0,5 km, l'intera città di Angkor è stata costruita con pietra arenaria estratta a oltre 40 km di distanza presso il Monte Kulen. Si ritiene che il percorso fosse composto da 35 chilometri lungo un canale in direzione del lago Tonle Sap, seguiti da altri 35 chilometri attraverso il lago e infine 15 km contro corrente lungo il fiume Siem Reap, con un totale di 90 chilometri di viaggio. Tuttavia, degli studiosi della Università di Tokyo, in Giappone, nel 2012 scoprirono grazie a immagini satellitari un possibile tragitto più breve lungo un canale che collega il Monte Kulen e Angkor Wat della lunghezza di circa 35 chilometri; suggerirono dunque che gli Khmer avessero utilizzato questa via.
Praticamente tutte le sue superfici, le colonne, gli architravi e persino i tetti, risultano scolpiti. Vi sono miglia di rilievi che illustrano scene tratte dalla letteratura indiana tra cui unicorni, grifoni, draghi alati che tirano carri e eserciti di guerrieri a seguito di un comandante a dorso di un elefante e ballerine celesti con acconciature elaborate. La sola parete della galleria è decorata con quasi 1.000 metri quadrati di bassorilievi. Fori presenti su alcune delle pareti di Angkor indicano che esse possono essere state decorate con lamiere di bronzo. Questo elemento decorativo era molto apprezzato nei tempi antichi ed era un obiettivo privilegiato per i ladri. Alex Evans, uno scalpellino e scultore, provò a ricreare una scultura in pietra alta 1,2 m e ciò gli rese necessario impiegare circa 60 giorni. Roger Hopkins e Mark Lehner eseguirono degli esperimenti nelle cave di calcare utilizzando 12 cavatori per 22 giorni di tempo per estrarre circa 400 tonnellate di pietra. Da ciò si può dedurre che per le estrazioni nelle cave, per i trasporti, per le sculture e per la collocazione delle pietre arenarie furono necessari migliaia di lavoratori, tra cui molti artigiani altamente qualificati. Le competenze necessarie per realizzare queste sculture furono sviluppate centinaia di anni prima, come dimostrano alcuni reperti datati al VII secolo, prima che gli Khmer conquistassero il potere.

## Restauro e conservazione

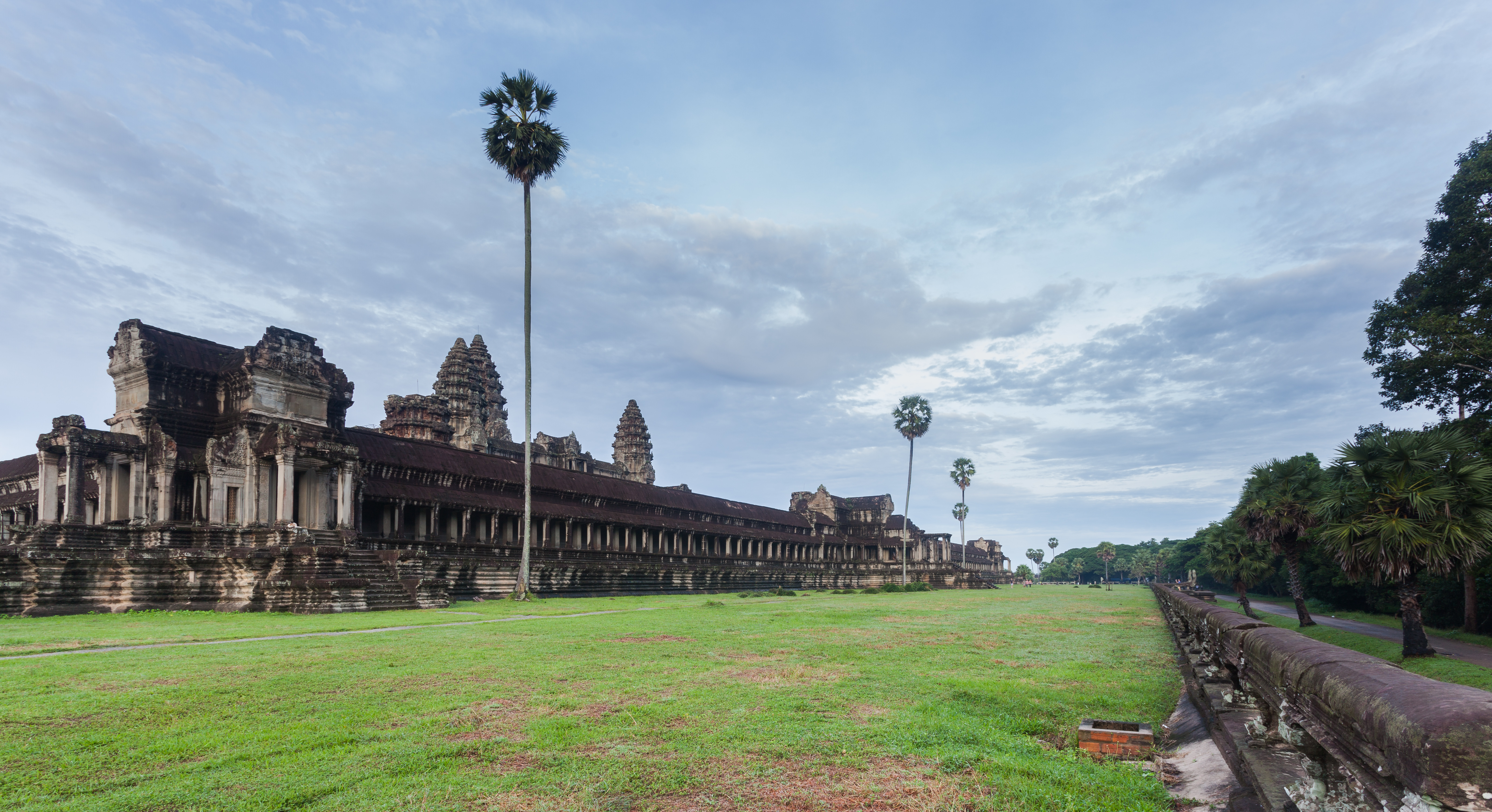
Il tempio visto dall'angolo nordoccidentale del muro esterno.

Come la maggior parte degli altri antichi templi cambogiani, anche Angkor Wat ha subito ingenti danni e deterioramento causati dalla crescita eccessiva delle piante, da funghi, dai movimenti del suolo, da guerre e furti. Tuttavia, i danni dovute alle guerre sono stati considerevolmente limitati rispetto al resto dei templi della nazione.
In epoca moderna, il restauro di Angkor Wat ha avuto inizio grazie all'interessamento, a partire dal 1908, da parte del École française d'Extrême-Orient (EFEO) che istituì il "Conservation d'Angkor"; precedentemente le attività svolte nel sito riguardavano principalmente l'esplorazione. Il Conservation d'Angkor si è occupato della ricerca, della conservazione e delle attività di restauro effettuate ad Angkor fino ai primi anni 1970, compreso un importante restauro intrapreso nel 1960. Tuttavia, il lavoro su Angkor è stato abbandonato durante l'era dei Khmer rossi e il Conservation d'Angkor è stato sciolto nel 1975. Tra il 1986 e il 1992, la Archaeological Survey of India effettuò lavori di restauro del tempio, in quanto la Francia non riconosceva il governo cambogiano del tempo. Sono state sollevata delle critiche, sia sui primi tentativi di restauro francesi, sia sui lavori indiani seguenti.
Nel 1992, a seguito di una richiesta di aiuto da parte di Norodom Sihanouk, Angkor Wat è stato dichiarato patrimonio dell'umanità dell'UNESCO, come bene in pericolo (la specifica "in pericolo" è stata poi rimossa nel 2004) insieme con un appello alla comunità internazionale per salvare Angkor. Nel 1994 è stata realizzata una zonizzazione della zona al fine di proteggere il sito, mentre nell'anno successivo è stata istituita l'APSARA per gestire l'area e, nel 1996, è stata approvata una legge per proteggere il patrimonio della Cambogia. Un certo numero di paesi come la Francia, il Giappone e la Cina sono coinvolti in progetti di conservazione di Angkor Wat. Il progetto tedesco per la conservazione di Apsara (GAPC) sta lavorando per proteggere i devata e altri bassorilievi che decorano il tempio. I rilievi dell'organizzazione hanno trovato che circa il 20% dei devata erano in pessime condizioni, principalmente a causa della erosione naturale e del deterioramento della pietra, ma anche in parte a causa di precedenti interventi di restauro. Altri lavori includono la riparazione delle strutture crollate e di prevenzione contro crolli futuri: la facciata ovest del livello superiore, per esempio, è stata rinforzata dal 2002 con impalcature, mentre un team giapponese ha completato nel 2005 il restauro della biblioteca nord del cortile più esterno. Il World Monuments Fund ha cominciato a lavorare alla conservazione della galleria della "zangolatura del mare di latte" nel 2008 dopo diversi anni di studi. Venne ripristinato il tradizionale sistema khmer di copertura ed è stato rimosso il cemento utilizzato nei precedenti tentativi di restauro che aveva provocato la penetrazione di sali nella struttura posteriore del bassorilievo, scolorendolo e danneggiando le superfici scolpite. La fase principale del lavoro è finita nel 2012

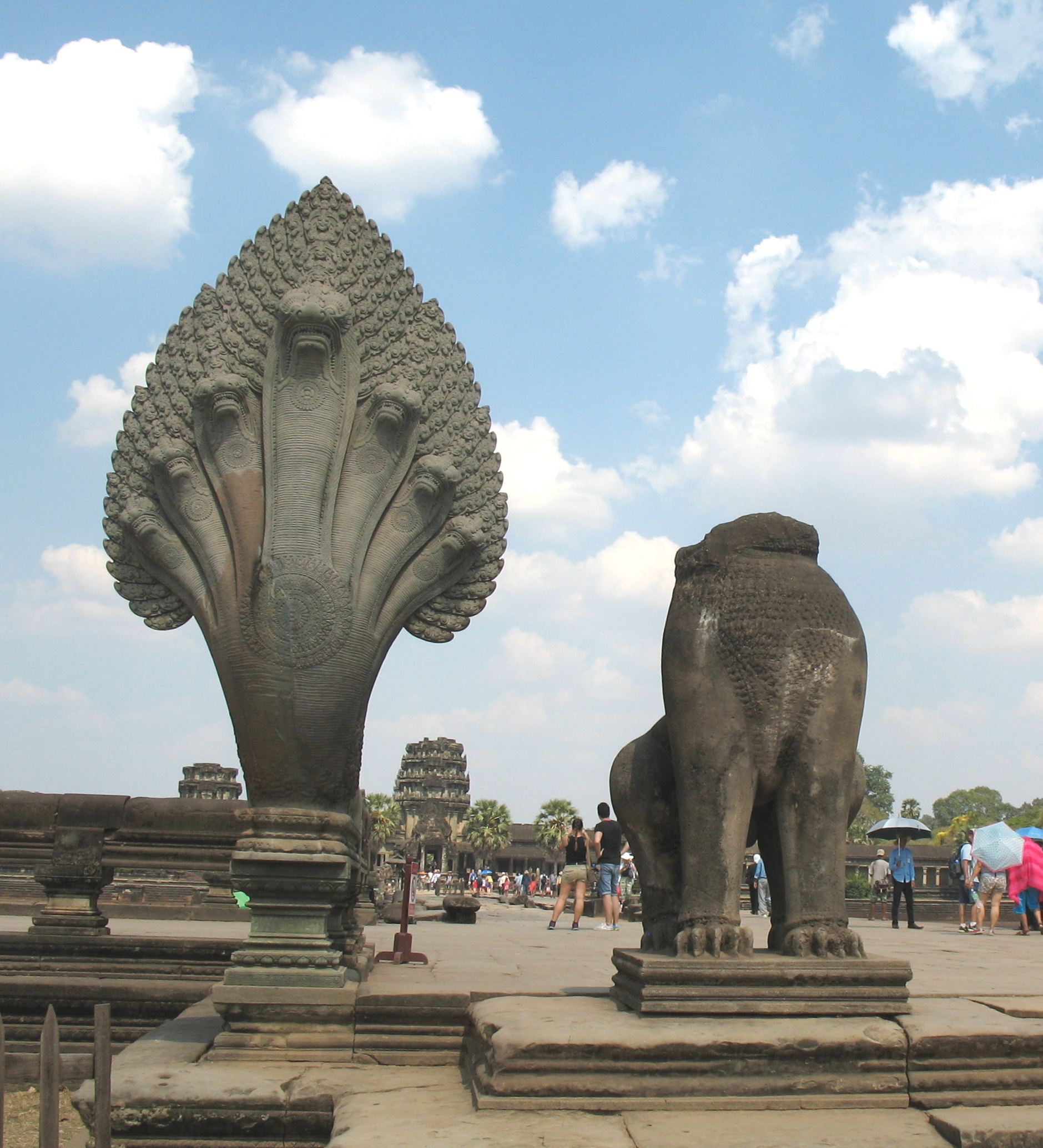
La testa restaurata di un naga all'inizio della strada rialzata che conduce all'ingresso di Angkor Wat. La strada fu restaurata dai francesi nel 1960.

Biofilm microbici sono stati trovati nelle pietre arenarie degradate ad Angkor Wat, a Preah Khan e al Bayon. La disidratazione e l'esposizione alle radiazioni dei cianobatteri filamentosi può produrre acidi organici che degradano la pietra. Un fungo filamentoso scuro è stato trovato in alcuni campioni di interni ed esterni a Preah Khan, mentre l'alga Trentepohlia è stata riscontrata solo in campioni prelevati da pietre all'esterno di Preah Khan. Sono state realizzate delle repliche per sostituire alcune sculture perse o gravemente danneggiate.

## Turismo
A partire dagli anni 1990, Angkor Wat è diventata una delle maggiori destinazioni turistiche: se nel 1993 vi erano stati, secondo i dati governativi, solo 7.650 visitatori, gli stranieri arrivati nella provincia di Siem Reap nel 2004 e nel 2005 sono stati rispettivamente 561.000 e 677.000, cioè circa il 50% di tutti i turisti stranieri che hanno visitato il paese nei due anni. Il numero di ingressi nel sito ha superato il milione nel 2007 e i due milioni nel 2012. Angkor Wat è il tempio più visitato di Angkor, con oltre due milioni di turisti stranieri registrati nel 2013. Dal 1990, il sito è gestito dal gruppo privato Sokimex che lo ha in affitto dal governo cambogiano. L'afflusso di turismo ha finora causato relativamente pochi danni, tranne alcuni graffiti; sono stati messi dei corrimano e degli scalini in legno per proteggere i bassorilievi e i pavimenti. Il turismo ha anche fornito dei fondi aggiuntivi per la manutenzione (circa il 28% dei guadagni dai biglietti d'ingresso di tutto il sito di Angkor viene speso nel tempio), ma la maggior parte del lavoro proviene da gruppi supportati da governi stranieri e non dalle autorità cambogiane.
Da quando Angkor Wat ha registrato una significativa crescita del turismo, l'UNESCO e il suo "Comitato internazionale di coordinamento per la salvaguardia e lo sviluppo del sito storico di Angkor" (ICC), in collaborazione con i rappresentanti del Governo Reale e di APSARA, hanno organizzato seminari per discutere il concetto di "turismo culturale". Volendo evitare un turismo commerciale e di massa, questi seminari hanno sottolineato l'importanza di fornire alloggi e servizi di alta qualità in modo che il governo cambogiano ne potesse beneficiare economicamente promuovendo, nello stesso tempo, anche la ricchezza della cultura cambogiana. Questa idea si è concretizzata nel 2001 con la nascita del concetto di "Città turistica di Angkor", che nel corso degli anni ha sviluppato l'architettura tradizionale Khmer, creando strutture ricreative e turistiche e alberghi di lusso in grado di ospitare grandi quantità di turisti.
Tuttavia, la prospettiva di sviluppo di tali grandi strutture ricettive ha riscontrato alcune critiche, sia da parte dell'APSARA sia da parte della Corte penale internazionale. In particolare si è posta l'attenzione sul rapido sviluppo del turismo che ha portato a trascurare alcune regole urbanistiche danneggiando elementi caratteristici del paesaggio. Inoltre, la costruzione di queste grandi strutture turistiche minaccia la qualità dei sistemi idrici, delle fognature e della distribuzione di energia elettrica della vicina città. È stato osservato che l'alta affluenza turistica, la crescente domanda di alloggi di qualità, la costruzione di una grande autostrada, hanno avuto un effetto diretto sulla falda acquifera sotterranea, arrivando a mettere in pericolo la stabilità strutturale dei templi di Angkor Wat. I cittadini di Siem Reap hanno anche espresso la preoccupazione che il fascino e l'atmosfera della loro città possa essere compromessa dalla crescente offerta turistica. Pertanto, i funzionari locali continuano a discutere di come integrare con successo il turismo senza sacrificare i valori e la cultura locale.
Al forum per il turismo organizzato dalla Associazione delle Nazioni del Sud-est asiatico nel 2012, è stato deciso il gemellaggio tra Borobudur e Angkor Wat.

## Citazioni in videogiochi
- In Eternal Darkness: Sanity's Requiem un'ambientazione visitata più volte dal giocatore è un tempio in Cambogia nella regione di Angkor, avente uno stile molto simile a quello dell'Angkor Wat reale.
- Nel videogioco arcade Pang, pubblicato nel 1989 da Capcom, compare come località per il 4º livello, erroneamente accreditata come Ankor Watt.
- Angkor Wat è una delle meraviglie costruibili in Civilization IV, Civilization V e Civilization VI.
- Angkor Wat è anche una delle ambientazioni di Illusion of Gaia, di Tekken, di Tekken 2 come stage di Kunimitsu e di Tomb Raider: The Last Revelation.
- Angkor Wat è l'ambientazione del primo stage del videogioco java Diamond Rush.